# Cixius parallela
Cixius parallela är en insektsart som beskrevs av Tsaur 1991. Cixius parallela ingår i släktet Cixius och familjen kilstritar. Inga underarter finns listade i Catalogue of Life.